# 高迪
高迪（1990年1月6日—）出生于山东省曲阜市，是一名中国足球运动员，司职前锋，现效力於中国足球超级联赛俱乐部青岛西海岸足球俱乐部。

## 职业生涯

### 青年队
- 1999年进入山东鲁能泰山的鲁能足校。

### 俱乐部
- 2008年进入山东鲁能泰山一队，在联赛中多次进入18人名单，但未获得出场机会。
- 2009年在亚足联冠军联赛客场对阵斯利维加亚的比赛中第一次代表球队在正式比赛中出场，并打入一粒进球[2]，但球队却被连扳四球失利[3]。
- 2013赛季租借到杭州绿城，在联赛第一轮为杭州绿城攻入制胜一球。
- 2014年2月24日转会加盟上海绿地申花。[4]
- 2017年1月6日，高迪27岁生日当天，上海绿地申花宣布与其续约，新合同的期限不详。[5]
- 2017年2月27日，江苏苏宁宣布高迪租借加盟球队，租期为一年。[6]

### 国家队
- 2006年代表中国国少队参加新加坡亚少赛，打入3球。
- 2007年代表中国国青队参加亚青赛的预选赛，由于伤病未参加第二年的亚青赛决赛阶段比赛。
- 2014年6月18日，在中国和马其顿的友谊赛第68分钟替补陈子介出场，上演成年国家队首秀，并在88分钟射进一球，帮助中国2比0击败对手。

## 荣誉

### 山东鲁能泰山
- 中国足球超级联赛冠军：2008、2010